# 静岡県立大仁高等学校
静岡県立大仁高等学校（しずおかけんりつおおひとこうとうがっこう）は、静岡県伊豆の国市に所在した公立の高等学校。地元では大仁（おおひと）、または仁高（ひとこう）と呼ばれ親しまれていた。2010年に、隣の伊豆市にある静岡県立修善寺工業高等学校との統合により静岡県立伊豆総合高等学校となり、開校以来91年間の歴史に幕を閉じた。

## 設置学科
- 普通科

## 概要
- 2009年度入学生より総合学科に改編。
- 2年次からは文理系の2系統、3年次からはビジネス教養・文系総合進学・国公立文系・私立理系・国公立理系の5系統に分かれていた。
- 元々高等女学校として設立され、長年女子校として認識されていた経緯もあり、女子生徒が男子生徒よりも多いことが特徴だった。

## 部活動
- 運動部…弓道 野球 水泳 サッカー 男女バスケットボール 女子バレーボール 男女テニス
- 文化部…写真 放送 芸術 合唱 吹奏楽 茶華道 パソコン 国際交流 生活科学 自然科学

## 沿革
- 1919年 - 田方郡田中村外9箇村学校組合立大仁実科女学校として開校
- 1928年 - 静岡県立大仁高等女学校となる。
- 1948年 - 静岡県立大仁高等学校となる。
- 1949年 - 男女共学となる。
- 1955年 - 女子校となる。
- 1995年 - 男女共学となる。
- 2010年 - 大仁高校と修善寺工業高校が発展的に統合再編され、修善寺工高の校地に伊豆総合高等学校が発足。

## 出身者
- 小川富士枝 - 元宮城教育大学教授
- 三田村左智 - 医学博士

## アクセス
- 伊豆箱根鉄道駿豆線大仁駅から徒歩8分

## その他
創立90周年記念活動
創立90周年を記念して、2009年10月12日から2010年3月31日まで伊豆箱根鉄道駿豆線でラッピング電車『大仁高アルバム電車』を運行。また当校最寄の大仁駅の発車メロディも校歌をアレンジしたものに変更された。
跡地利用
高校跡地に2017年4月「伊豆の国市 市民交流センター」が開設された。